# هری بامفورد (بازیکن فوتبال، زاده ۱۸۸۶)
هری بامفورد (انگلیسی: Harry Bamford; ۲ نوامبر ۱۸۸۶ – ۲۶ نوامبر ۱۹۱۵) بازیکن فوتبال اهل پادشاهی متحد بریتانیای کبیر و ایرلند بود.
از باشگاه‌هایی که در آن بازی کرده‌است می‌توان به باشگاه فوتبال ساوت‌همپتون اشاره کرد.